# Aeroportul Newtok
Aeroportul Newtok (IATA: WWT, ICAO: PAEW, FAA LID: EWU) este un aeroport din Bethel Census Area⁠(d), Unorganized Borough, Alaska, Alaska, Statele Unite ale Americii ce deservește zona Newtok⁠(d). Aeroportul a fost tranzitat în 2019 de 4.634 de pasageri. A fost numit după zona deservită.
Situat la o altitudine de 8 m, aeroportul dispune de 1 pistă. Este operat de Alaska Department of Transportation & Public Facilities⁠(d).

## Infrastructură

### Piste
Aeroportul dispune de o singură pistă. Pista 15/33 are suprafața de pietriș și dimensiunile 2.202 picioare × 35 picioare. 